# Julian Lajos Olaberri
Julian Lajos Olaberri (Larraintzar, Navarra, 4 de maig de 1940 - Pamplona, Navarra, 18 de juliol de 2013), més conegut com a Lajos, fou un jugador professional de pilota basca a mà.
Va debutar el 1966 al Frontó Labrit de Pamplona, i es va retirar el 1986.

## Palmarés
- Campió individual: 1971 i 1976 (per retirada de Retegi I).
- Subcampió de l'Individual: 1970, 1972 (per retirada) i 1975.